# Phase One
Phase One，中國譯名飛思，丹麥頂級數位攝影設備與相關軟體製造商。

## 历史
成立於1993年，總部位於哥本哈根。Phase One製造基於開放平台的中片幅相機系統與解決方案。該公司的RAW格式影像處理軟體Capture One支援數位機背和多款數位單眼相機。
2014年2月18日，英國私募基金公司銀艦資本宣布收購Phase One 60%股權。

## 外部連結
- Phase One（页面存档备份，存于）
- Mamiya Leaf web site（页面存档备份，存于）
- Official Press release announcing Phase One cooperation with Schneider Kreuznach to develop lenses（页面存档备份，存于）